# Северная Мексика

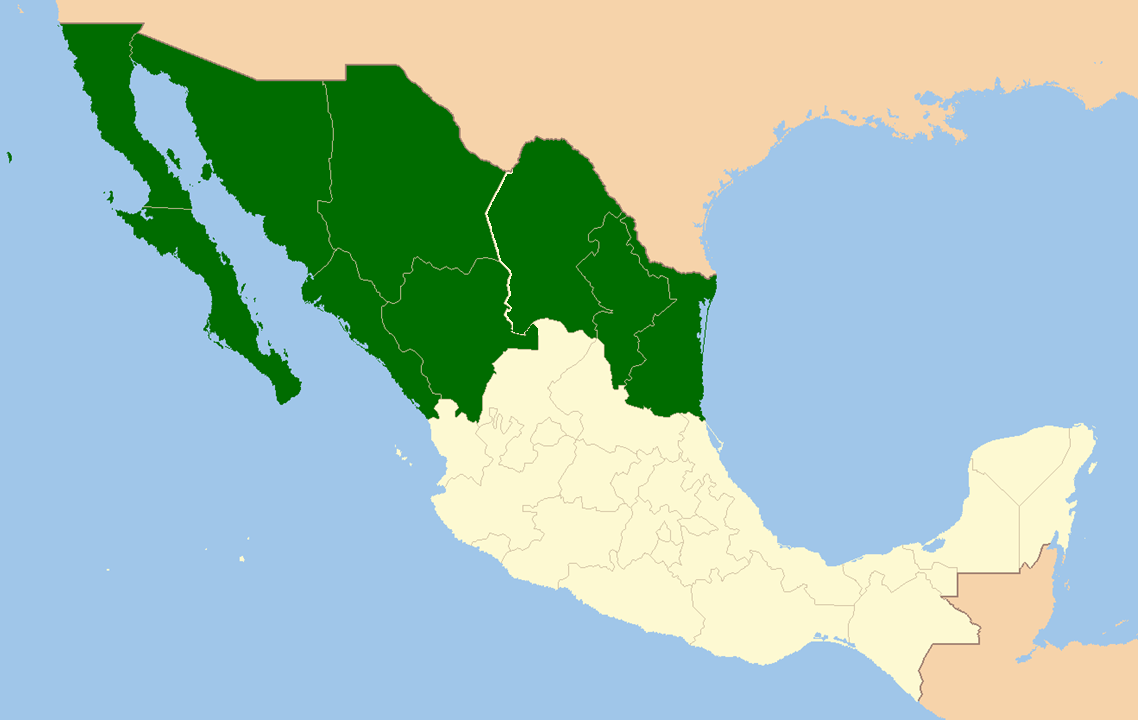
Северная Мексика

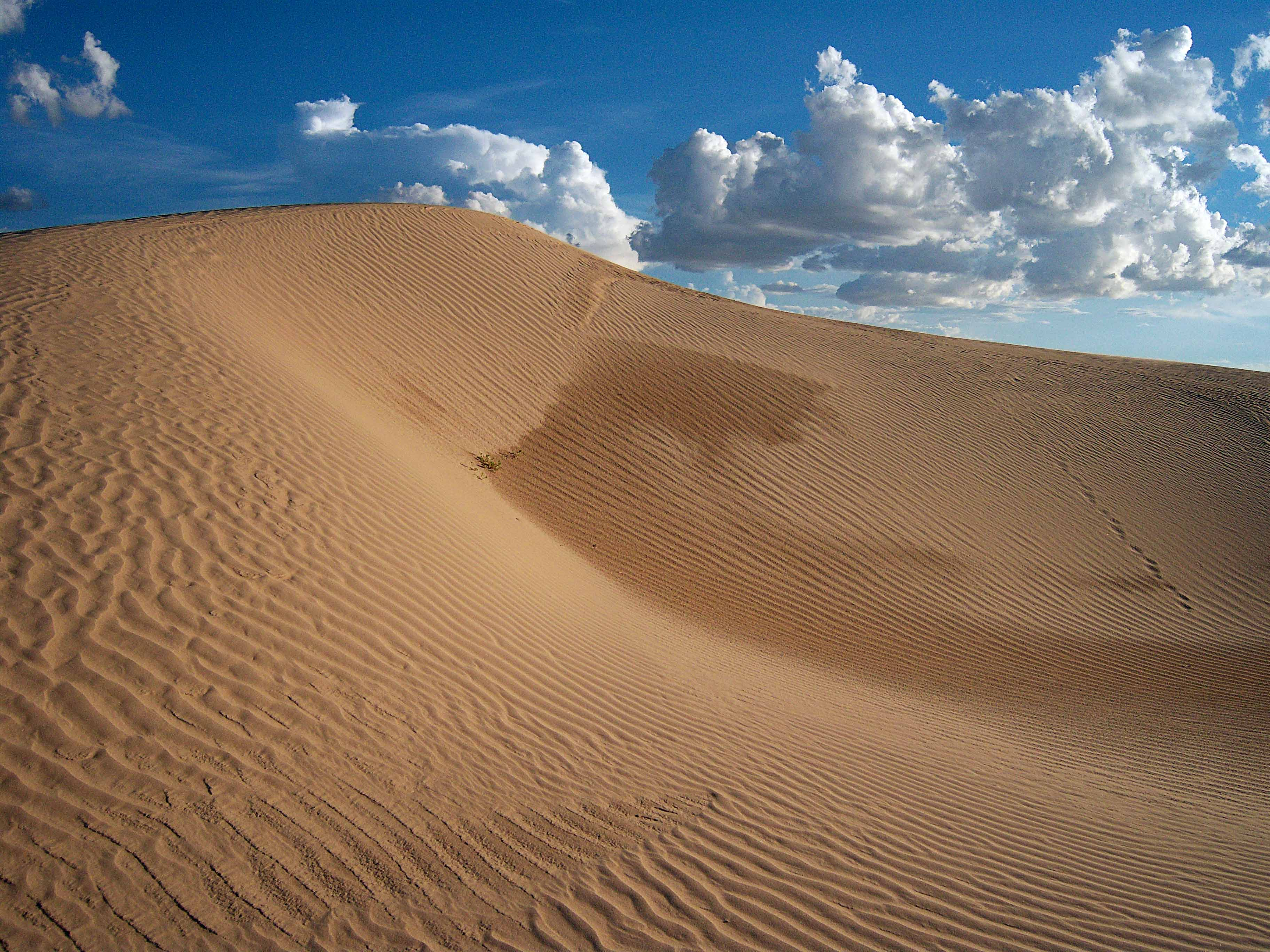
Дюна в Чиуауа

Се́верная Ме́ксика (исп. el Norte de México, произношениео файле) — культурно-географический макрорегион, охватывающий северные территории Мексики. Этот термин не является официальным, такого рода административно-территориальной единицы в составе Мексики нет. Обычно к Северной Мексике относят штаты Нижняя Калифорния, Южная Нижняя Калифорния, Чиуауа, Дуранго, Синалоа, Сонора (которые объединяют в понятие Северо-Западная Мексика), а также штаты Коауила, Нуэво-Леон и Тамаулипас (которые образуют собой Северо-Восточную Мексику). Некоторые источники не относят к Северной Мексике Южную Нижнюю Калифорнию, Дуранго и Синалоа, таким образом считая Северной Мексикой только приграничные штаты. Некоторые утверждают, что к Северной Мексике относятся все территории, которые пролегают к северу от Тропика Рака.

## История

### Доколумбовы культуры
Северная Мексика во многом совпадает с Аридоамерикой. В отличие от Месоамерики, в Аридоамерике — сухой, засушливый климат, менее благоприятные для жизни человека географические условия. По данной причине обитатели региона были в основном кочевниками и занимались охотой, рыболовством, и собирательством листьев агавы, юкки, семян чиа, мескитового дерева, кактусов и их плодов). Листья агавы выступали важным источником питания. Несмотря на сухие условия, Aridoamerica может похвастаться самым большим разнообразием диких и одомашненных остролистных бобов. Также известно, что в 2100 году до н. э. в аридоамерике существовали культуры, культивирующие кукурузу.

## География
Площадь девяти северных штатов составляет 1054 млн км², то есть 53% площади всей Мексики. Население насчитывает более 27 млн человек, что составляет только 27% населения Мексики.
Если бы Северная Мексика стала независимым государством, она бы занимала бы 49-е место в мире по густонаселённости и 28-е место в мире по площади (меньше Боливии, но больше Мавритании).

## Культурные особенности
Культура Северной Мексики сильно отличается от культуры южной и центральной Мексики. В Северной Мексики общество в среднем более консервативно по таким вопросам социальной жизни, как аборты, однополые браки и легализация марихуаны, и в то же время более либерально в таких вопросах, как свобода рынка или новые технологии. Ещё одно важное различие между Севером и остальной частью Мексики заключается в том, что северные мексиканцы, как правило, больше отождествляют себя со своим испанским наследием.
В начале 2014 года Кабинет стратегических коммуникаций опубликовал отчет под названием Социальная нетерпимость в Мексике, в котором были проведены опросы, охватывающие несколько социальных вопросов, в 45 крупнейших городах и муниципалитетах страны. Помимо космополитичного Мехико, исследование выявило самую сильную поддержку однополых браков в калифорнийских городах, таких как Тихуана и Ла-Пас, в то же время она была самой слабой в таких городах, как Виктория-де-Дуранго, Сьюдад-Виктория, Чиуауа и Монтеррее. Что касается усыновления однополыми парами, это было более широко принято в приграничных городах Тихуана и Сьюдад-Хуарес, в то время как наименьшая поддержка была оказана в Чиуауа и Дуранго. Поддержка права на аборт, легализации каннабиса и эвтаназии была самой слабой в Северной Мексике. Тем не менее, Коауила стала первым мексиканским штатом, легализовавшим однополые браки в стране.
Долгое время именно 20 ноября, годовщина начала Мексиканской революции, считался Национальным днём в северных штатах. Это было изменено по политическими соображениями Сенатом, который сделал обязательными празднование 16 сентября (День независимости Мексики) и День мёртвых, которые первоначально в регионе не отмечались.
Другими важными днями на севере являются 8 июля, основание города Виктория-де-Дуранго (первого города, основанного на Севере) и карнавал Масатлан, отмечаемый за 6 дней до Пепельной среды. Из-за североамериканского влияния в регионе жители Северной Мексики также празднуют некоторые традиционно североамериканские праздники, такие как Хэллоуин, День Благодарения и День Святого Патрика.